# Улица Марсталю
Улица Ма́рсталю (латыш. Mārstaļu iela) — улица в Старой Риге.
Расположена между улицей Грециниеку и набережной 11 Ноября. Пересекает улицу Кунгу. Длина улицы — 279 метров.

## История
Была образована в XIII столетии. Первоначально называлась улицей Ригемюнде (лат. platea Rigemunde). Происхождение названия имеет два объяснения: от искажённого имени одного из членов рижского магистрата или от немецкого названия места впадения реки Риги в Даугаву, недалеко от которого начиналась улица. В средневековье улица проходила неподалёку от Рижской гавани (в современной Риге на её месте небольшая площадь Альберта, здесь ранее было Рижское озеро). В связи с удобством транспортировки товаров по воде из гавани в центр, на месте улицы Марсталю с XIII по XV века формировались крупные купеческие дворы с амбарами для хранения товаров (некоторые также располагались на улице Вецпилсетас, которая начинается от площади Альберта).
В начале XV века в обиходе именовалась улица Маршалка. С 1415 года фиксируется название Marstallstrasse (на немецком языке). В русской традиции — Конюшенная (буквальный перевод с немецкого). На этой улице путешественники могли арендовать или купить лошадь. Также на ней долгое время располагалась устроенная в 1330 году конюшня, принадлежавшая магистрату.

## Достопримечательности

Дом Рейтерна, начало улицы

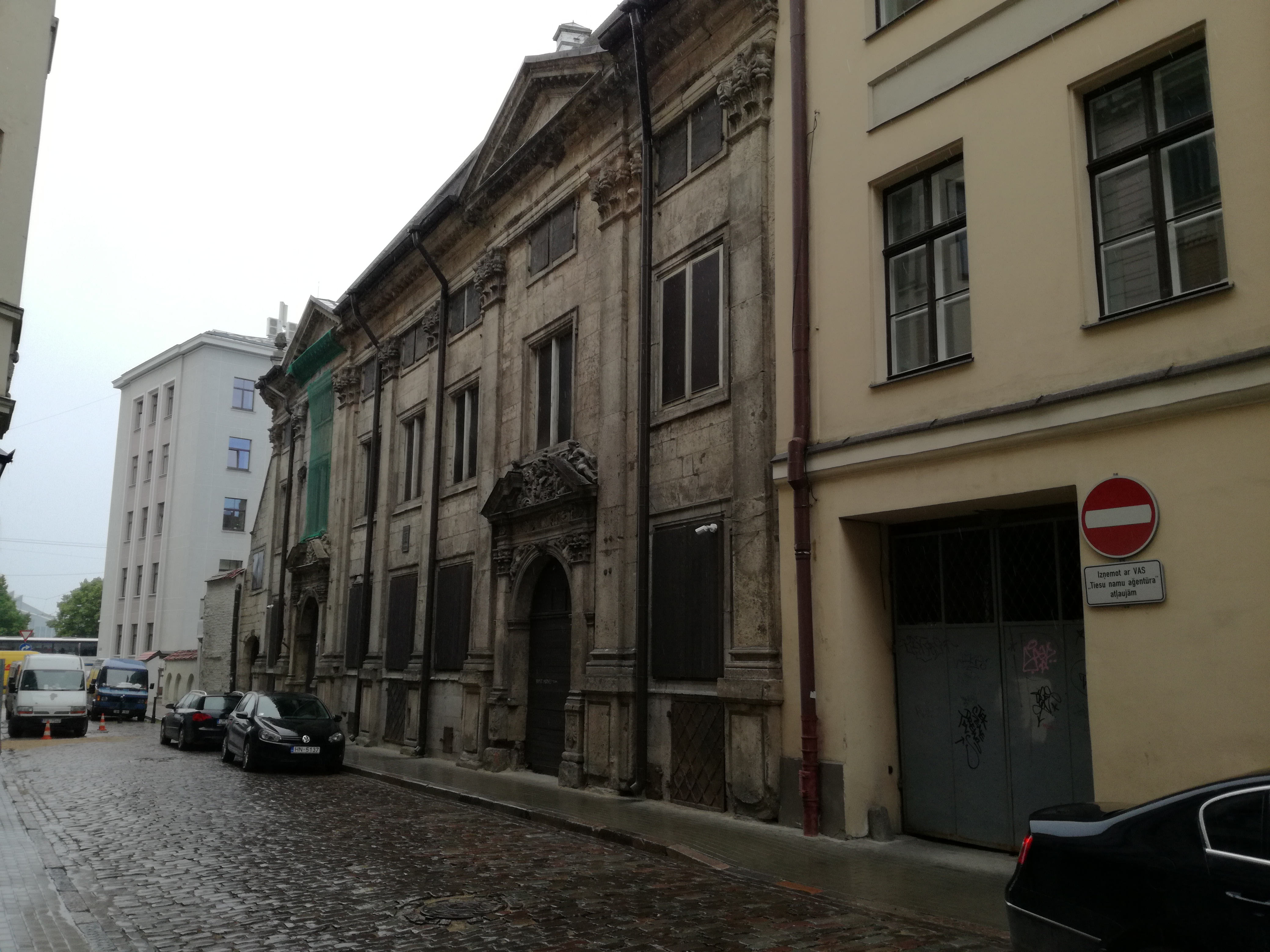
Дом Данненштерна, конец улицы

- д. 2/4 — Дом Рейтерна — один из наиболее примечательных частных жилых домов в Риге конца XVII столетия, принадлежавший богатому коммерсанту Иоганну Рейтерну (построен для него мастером-строителем из Страсбурга Рупертом Бинденшу)[2]. В настоящее время в нём располагается рок-кафе.
- д. 8 — Жилой дом (XVI век), ныне — Латвийский музей фотографии.
- д. 10 — Реформатская церковь, построена по указанию Петра Первого и Аникиты Репнина в 20-е годы XVIII столетия после многочисленных просьб старейшины рижской общины реформатов Антона Тиринга. Её отличает необычная архитектурная характеристика; со стороны бокового фасада можно наблюдать элементы конструкции, типичные для амбарного строительства (первый этаж и чердак церкви сдавались в аренду самими реформатами для хранилищ). Художественную ценность представляет портал из песчаника с аллегорическим изображением, типичным для реформатской эмблематики. В советское время — студия грамзаписи «Мелодия».
- Комплекс жилых домов XVI—XVIII столетий (№ 19, 23, 26). Лепной фасад здания № 19 имеет художественную ценность, также как порталы зданий № 6 и 26. В советское время их квалифицировали как памятники архитектуры республиканского значения.
- д. 19 — Дом семьи Армистед (Жилой дом XVIII века, перестроен в XIX веке, отремонтирован в 1998 году, архитекторы Татьяна Витола, Алдис Полис).
- д. 21 — Дом Данненштерна — памятник архитектуры барокко конца XVII века, ныне находящийся в заброшенном состоянии. Принадлежал семье начальника Рижской гавани голландцу, зятю Иоганна Рейтерна Маттео Данненштерну. Автор неизвестен.
- д. 28 — стиль модерн (архитектор П. Мандельштам, 1906).

На улице сохранился участок крепостной стены.

## Улица в кинематографе
- На улице снимался ряд сцен телефильма «Семнадцать мгновений весны». У «Новых ворот» Штирлиц назначает встречу Борману и садится в припаркованную там машину.

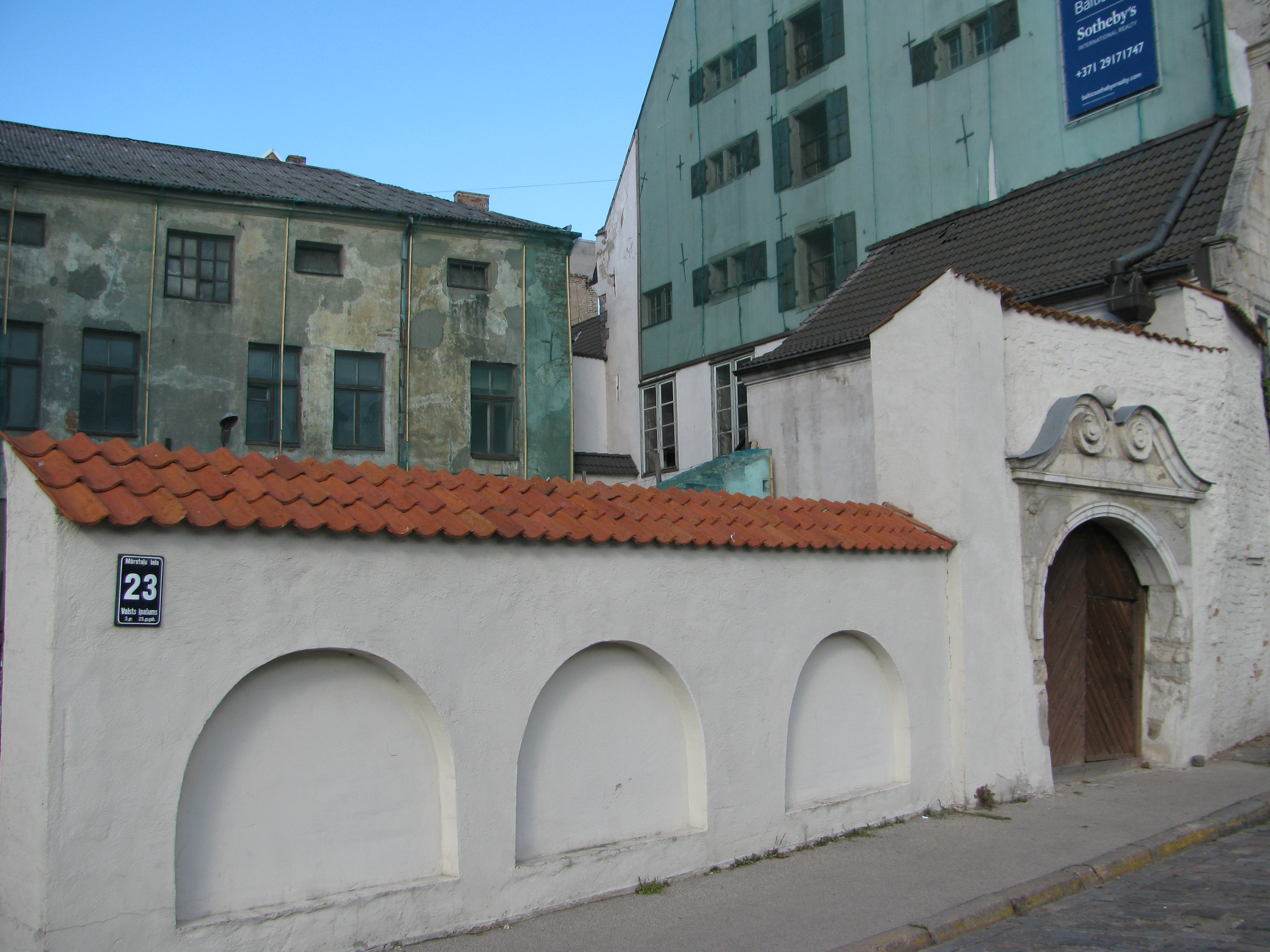
Ворота дома Даннерштерна

- В фильме «Двое» на этой улице, у ворот дома Даннерштерна, происходит первая встреча героев фильма.